# 方賓
方賓（14世纪—1421年），江浙行省杭州路錢塘縣（今浙江省杭州市）人，明朝政治人物。
洪武年间，其以太學生試兵部郎中。建文年间，在应天府从事，后连坐戍守广东。后因茹常举荐恢复官职。朱棣攻入南京后，方賓与侍郎劉俊迎附，后晋升为兵部侍郎。永乐四年（1406年），因劉俊出征黎利，方賓负责兵部事宜。永樂七年（1409年），升兵部尚书，后掌管行在吏部事。次年，跟从朱棣北征，与學士胡廣、金幼孜、楊榮，侍郎金純共参与机务。
永乐十九年（1421年），朝议亲征事情。尚书夏原吉、吳中、呂震与方賓共同商议，建议休兵養民。未奏时，朱棣召见，方賓称糧餉不足，召夏原吉，亦以不給對。朱棣大怒，遣夏原吉视察开平粮仓，旋即下狱。方賓刚提調靈濟宮，从中官得知帝怒后，恐惧自縊。朱棣本无意杀方賓，听闻其死，反而更加愤怒，于是开棺戮尸。